# Liste des maires de Saint-Omer (Pas-de-Calais)

## Liste desmayeurs(Ancien Régime)
| Période          | Période | Identité | Étiquette | Qualité |
| ---------------- | ------- | --- | --------- | ------- |
| 1570             |         | Valentin de Pardieu |           |         |
|                  |         | Cette section est vide, insuffisamment détaillée ou incomplète. Votre aide est la bienvenue ! Comment faire ?                              |           |         |
| 14 juin 1739     | 1749    | Philippe François de Coupigny, chevalier, Sgr de Noyelles                                                                                  |           |         |
| 29 juin 1749     | 1752    | Charles Louis Alexandre de Beauffort, chevalier, marquis de Beauffort-Mondicourt                                                           |           |         |
| 18 juillet 1752  | 1753    | Philippe François d'Audenfort, Sgr de La Poterie                                                                                           |           |         |
| 20 juillet 1753  | 1759    | Gérard François Adrien de Harchies, chevalier                                                                                              |           |         |
| 25 juin 1759     | 1764    | Louis Joseph de Laurétan, Sgr de Cauchy |           |         |
| 8 novembre 1764  | 1767    | Albert François Guislain, comte de La Tour Saint-Quentin                                                                                   |           |         |
| 24 octobre 1767  | 1771    | Jean Baptiste de Lieurray, Sgr d'Omonville (nommé pour 3 ans par brevet royal)                                                             |           |         |
| 15 janvier 1771  | 1773    | Emmanuel François Joseph Lesergeant, Sgr du Plouy                                                                                          |           |         |
| 20 novembre 1773 | 1781    | Maximilien Louis Joseph de Pan, Sgr de Wisques (nommé pour 3 ans par brevet royal, puis renouvelé en 1776)                                 |           |         |
| 17 mars 1781     | 1787    | Gérard François Adrien de Harchies (nommé pour 3 ans par brevet royal, renouvelé pour 2 ans en juillet 1783, remplacé le 28 décembre 1787) |           |         |
| 28 décembre 1787 | 1789    | Pierre Louis François, chevalier de Laurétan (prêta serment le 14 janvier 1788)                                                            |           |         |

## Liste des maires (depuis 1790)
| Période             | Période                | Identité                              | Étiquette      | Qualité |
| ------------------- | ---------------------- | ------------------------------------- | -------------- | --- |
| 5 février 1790      | 2 août 1790            | Pierre Louis François de Laurétan     |                | |
| 3 août 1790         | 22 octobre 1791        | Mathias Rose                          |                | |
| 23 octobre 1791     | 18 novembre 1791       | Wattringues                           |                | |
| 19 novembre 1791    | 10 janvier 1792        | Charles Cléry                         |                | |
| 11 janvier 1792     | 8 décembre 1793        | D'Iholdy                              |                | |
| 9 décembre 1793     | 3 germinal an III      | Henri-Bernard Delattre                |                | |
| 4 germinal an III   | 17 thermidor an III    | Deschamps                             |                | |
| 18 thermidor an III | 16 brumaire an IV      | Henri-Bernard Delattre                |                | |
| 17 brumaire an IV   | 23 ventôse an IV       | Rose                                  |                | |
| 24 ventôse an IV    | 4 germinal an IV       | Bernard Delattre                      |                | |
| 5 germinal an IV    | 26 ventôse an V        | Deldicque                             |                | |
| 27 ventôse an V     | 8 germinal an V        | Caron                                 |                | |
| 9 germinal an V     | 24 fructidor an V      | Blanchard                             |                | |
| 25 fructidor an V   | 21 frimaire an VI      | Cuvelier                              |                | |
| 22 frimaire an VI   | 7 germinal an VI       | Porion                                |                | |
| 8 germinal an VI    | 30 germinal an VII     | Vasseur-Delames                       |                | |
| 1 floréal an VII    | 11 prairial an VII     | Herbout                               |                | |
| 12 prairial an VII  | 8 thermidor an VII     | Carpentier                            |                | |
| 9 thermidor an VII  | 1 fructidor an VII     | Wacquet-Lejeune                       |                | |
| 2 fructidor an VII  | 24 frimaire an VIII    | Hacot                                 |                | |
| 25 frimaire an VIII | 23 floréal an VIII     | Carpentier                            |                | |
| 24 floréal an VIII  | 18 frimaire an XI      | Le Sergeant d'Isbergues               |                | |
| 19 frimaire an XI   | 22 octobre 1806        | Brusle Baubert                        |                | |
| 21 octobre 1806     | 17 mars 1808           | Le Sergeant d'Isbergues               |                | |
| 18 mars 1808        | 15 juin 1808           | De Marigna                            |                | |
| 16 juin 1808        | 6 juillet 1809         | Aimable-Joseph Hellemans              |                | |
| 7 juillet 1809      | 28 octobre 1817        | Pierre-François Wattringues           |                | |
| 29 octobre 1817     | 10 août 1830           | Fidèle-Henri Le Sergeant de Bayenghem |                | |
| 11 août 1830        | 13 octobre 1830        | Maximilien Deschamps                  |                | |
| 14 octobre 1830     | 22 mars 1844           | Germain Armand                        |                | |
| 23 mars 1844        | 14 mars 1848           | Le Baron Benjamin Le Sergeant         |                | |
| 15 mars 1848        | 14 novembre 1849       | Germain Armand                        |                | |
| 15 novembre 1849    | 23 décembre 1849       | Hermant-Henneguier                    |                | |
| 24 décembre 1849    | 7 mars 1850            | Louis Fiolet                          |                | |
| 8 mars 1850         | 3 mars 1853            | Le Baron Benjamin Le Sergeant         |                | |
| 4 mars 1853         | 23 décembre 1862       | Joseph de Folard                      |                | |
| 24 décembre 1862    | 29 janvier 1869        | Félix Le Sergeant de Monnecove        |                | |
| 30 janvier 1869     | 11 janvier 1871        | Edmond Marie Lefebvre du Preÿ         |                | |
| 12 janvier 1871     | 15 mai 1871            | Hermant-Bouquillion                   |                | |
| 16 mai 1871         | 9 octobre 1871         | Constant Duméril                      |                | |
| 10 octobre 1871     | 1er décembre 1871      | Hermant-Bouquillion                   |                | |
| 2 décembre 1871     | 8 janvier 1872         | Edmond Marie Lefebvre du Preÿ         |                | |
| 9 janvier 1872      |                        | Hermant-Bouquillion                   |                | |
| 1872                | 4 mai 1872             | François Pidoux                       |                | |
| 5 mai 1872          | 31 juillet 1873        | Constant Duméril                      |                | |
| 1 août 1873         | 17 août 1873           | Hermant-Bouquillion                   |                | |
| 18 août 1873        | 18 janvier 1874        | Charles Tible                         |                | |
| 19 janvier 1874     | 14 décembre 1875       | Edmond Marie Lefebvre du Preÿ         |                | |
| 15 décembre 1875    | 14 février 1885        | Emile Duméril                         |                | |
| 15 février 1885     | 18 mai 1912            | François Ringot                       |                | |
| 19 mai 1912         | 29 décembre 1919       | Edmond Lefebvre du Prey               |                | |
| 30 décembre 1919    | 16 mai 1925            | Albert Tourneur                       |                | |
| 17 mai 1925         | 18 mai 1929            | André Tailliez                        |                | |
| 19 mai 1929         | 10 janvier 1931        | Jules Debugny                         |                | |
| 11 janvier 1931     | 18 mai 1935            | Hector Lalisse                        |                | |
| 19 mai 1935         | 1944                   | Joseph Tillie                         | RG             | Chirurgien dentiste Député du Pas-de-Calais (1932 → 1936) Conseiller général du canton de Saint-Omer-Nord (1920 → 1940) |
| 1944                | avril 1945             | Pierre Guillain                       |                | Négociant en tissus |
| avril 1945          | octobre 1947           | Célina Roye                           |                | Directrice d’école L'une des premières femmes maires de France |
| octobre 1947        | avril 1953             | Marcel Merlin                         |                | |
| avril 1953          | septembre 1965 (décès) | Pierre Guillain                       | DVG puis CNIP  | Négociant en tissus Député de la 8e circonscription du Pas-de-Calais (1958 → 1962) Conseiller général du canton de Saint-Omer-Nord (1945 → 1964)                                                                                           |
| mars 1965           | mars 1977              | Raymond Senellart                     | DVD            | Notaire |
| mars 1977           | mars 1983              | Jean Saint-André                      | PS             | Pharmacien Conseiller général du canton de Saint-Omer-Sud (1976 → 2001) Conseiller régional du Nord-Pas-de-Calais (1977 → 1982) |
| mars 1983           | mars 2008              | Jean-Jacques Delvaux                  | RPR puis UMP   | Professeur d'enseignement économique Député de la 8e circonscription du Pas-de-Calais (1993 → 1997) Conseiller général du canton de Saint-Omer-Nord (1982 → 2008) Conseiller régional du Nord-Pas-de-Calais (1986 → 1993 puis 1998 → 2001) |
| mars 2008           | mars 2014              | Bruno Magnier                         | PS             | Proviseur de lycée Conseiller régional du Nord-Pas-de-Calais (2010 → 2015) Vice-président de la CA de Saint-Omer |
| mars 2014           | En cours               | François Decoster                     | UDI puis MoDem | Chef d'entreprise Conseiller régional des Hauts-de-France (2015 →) 8e vice-président du conseil régional des Hauts-de-France (2016 →) Président de la CA de Saint-Omer (2014 →2016)                                                        |

## Pour approfondir